# Dick van der Capellen
Dick van der Capellen (* 11. Februar 1919 in Batavia; † 27. Januar 2011 in Voorburg) war ein niederländischer Jazzmusiker (Kontrabass, auch Gitarre, Komposition). In den 1950er und 1960er Jahren spielte er eine wichtige Rolle bei der Erneuerung der niederländischen Jazzszene.

## Leben und Wirken
Capellen, der als Musiker Autodidakt ist, trat zunächst 1936 als Gitarrist und Bassist in einer Band auf, die Hawaii-Musik spielte. Im Zweiten Weltkrieg musste er als Zwangsarbeiter in Birma arbeiten. Nach der Kapitulation Japans spielte er in dem (nach Jimmy Blanton benannten) Blanton Trio Jazz; auch war er mit Jos Clebers Cosmopolitain Orkest für das Radio in Indonesien tätig.
1952 migrierte er in die Niederlande, wo er den Modern Jazz kennenlernte. Er spielte mit Rob Pronk, Pia Beck und Kid Dynamite. 1956 nahm er vier Stücke mit The Millers auf. Im selben Jahr und im Februar 1957 war er an der Einspielung der dritten LP Jazz behind the Dikes beteiligt; dabei war er der Bassist der niederländischen All Stars um Wessel Ilcken bzw. des Sextetts um Stido Alström.
Seit 1957 leitete er das Hardbop-Quintett The Diamond Five (mit Cees Smal, Harry Verbeke, Cees Slinger und John Engels), das regelmäßig im Amsterdamer Club Sheherazade auftrat, bis dem im August 1959 ein Autounfall und mehrmonatiger Krankenhausaufenthalt Capellens ein Ende bereitete. In den folgenden Jahren begann er unter dem Eindruck der Aufnahmen von Scott LaFaro mit Bill Evans, sich von der Rolle als Begleiter zu emanzipieren und solistischer als zuvor auf dem Bass zu spielen; Boy Edgar holte ihn als Gastsolisten zu den Aufnahmen mit seiner Big Band (Now's The Time, Finch Eye). Capellens Trio (mit Chris Hinze und Cees See) stellte 1966 auf dem Deutschen Jazzfestival seinen Ansatz eines Free Jazz vor. Das Album The Present Is Past des Trios  wurde 1968 von der Zeitschrift Jazzwereld als „Platte des Monats“ ausgezeichnet.
Weiterhin ist er als Bassist auf dem ersten Tonträger von Willem Breuker (Litany for the 14th of June, 1966 1966) und auf Mal Waldrons Number Nineteen (1969) zu hören. Zudem wirkte er auf Aufnahmen von Nedly Elstak, Greetje Kauffeld, Jossche Monitz, Rob Agerbeek und auch des Komikers Paul van Vliet mit, den er in den frühen 1970er Jahren begleitete. 1976 trat er mit seinem Trio auf dem ersten North Sea Jazz Festival auf. Dann zog er sich weitgehend von der Szene zurück, komponierte aber geistliche Lieder.

## Diskographische Hinweise
- The Present Is Past (Relax 1967, mit Chris Hinze, Martin van Duynhoven)